# Poecilotheria pederseni
Poecilotheria pederseni is een spinnensoort in de taxonomische indeling van de vogelspinnen (Theraphosidae).
Het dier behoort tot het geslacht Poecilotheria. De wetenschappelijke naam van de soort werd voor het eerst geldig gepubliceerd in 2001 door Kirk.